# Gastromyzon fasciatus
Gastromyzon fasciatus är en fiskart som beskrevs av Robert F. Inger och Chin, 1961. Gastromyzon fasciatus ingår i släktet Gastromyzon och familjen grönlingsfiskar. Inga underarter finns listade i Catalogue of Life.